# Far Cry 6
Far Cry 6 là tựa game bắn súng góc nhìn thứ nhất do hãng Ubisoft Toronto phát triển và Ubisoft phát hành vào ngày 7 tháng 10 năm 2021. Đây là phần chính thứ sáu của dòng game Far Cry dành cho Amazon Luna, Microsoft Windows, PlayStation 4, PlayStation 5, Xbox One, Xbox Series X/S và Stadia. Game dự tính phát hành vào giữa năm 2021.
Trò chơi lấy bối cảnh tại Yara, một hòn đảo hư cấu vùng Caribe nằm dưới sự cai trị của chế độ độc tài "El Presidente" Antón Castillo (do Giancarlo Esposito thủ vai), kẻ đang nuôi dạy đứa con trai tên Diego (Anthony Gonzalez) tuân theo sự cai trị của hắn. Người chơi sẽ vào vai một chiến binh du kích mang tên Dani Rojas, cố gắng lật đổ Castillo và chế độ của hắn.

## Lối chơi
Far Cry 6 thuộc thể loại hành động phiêu lưu bắn súng góc nhìn thứ nhất. Lối chơi tiếp nối các bản Far Cry trước đó, với việc người chơi sử dụng vũ khí, phương tiện tạm thời và thuê mướn Amigos, hệ thống "Fangs for Hire" mới, nhằm lật đổ chế độ chuyên chế.

## Bối cảnh
Far Cry 6 diễn ra trên hòn đảo giả tưởng Yara thuộc vùng Caribbe, nơi được lấy cảm hứng từ Cuba và được mô tả là "sân chơi Far Cry lớn nhất cho đến nay" và "một thiên đường nhiệt đới bị đóng băng theo thời gian". Đảo quốc này nằm dưới sự cai trị của "El Presidente" Antón Castillo (Giancarlo Esposito), một nhà độc tài phát xít có toàn quyền kiểm soát hòn đảo. Castillo đang dẫn dắt con trai mình là Diego (Anthony Gonzalez), không chắc chắn về tương lai của mình, đi theo bước chân của hắn. Esposito mô tả nhân vật này là một nhà lãnh đạo "cố gắng trao quyền cho người dân hiểu rằng họ cần sự lãnh đạo mạnh mẽ ngay bây giờ", nhưng lại bị mắc kẹt giữa một cuộc cách mạng. Esposito nói thêm "Cha của anh ấy là một nhà độc tài trước mình và anh ấy muốn trao quyền cho người dân để lấy lại đất nước của họ. Mục tiêu của anh ấy là sử dụng các nguồn lực mà họ có trong đất nước để tồn tại mà không cho phép người ngoài vào cuộc và kết nạp các nhà khoa học, tài sản trí tuệ của họ, tất cả những thứ này". Esposito tiếp tục rằng Antón đang "cố gắng trao quyền cho con trai mình để tiếp nhận lớp áo của mình và thực sự nắm lấy những ý tưởng cho phép anh ta thấy rằng anh ta có thể sớm trở thành nhà lãnh đạo tiếp theo ở đất nước này".
Người chơi sẽ vào vai cư dân người Yara địa phương tên là Dani Rojas, một người lính du kích chiến đấu vì tự do, người đang cố gắng khôi phục lại quốc gia của họ trở lại vinh quang trước đây; người chơi có thể chọn giới tính của Dani khi khởi đầu trò chơi.

## Phát triển
Quá trình sản xuất Far Cry 6 đã được tiến hành trong bốn năm tại thời điểm công bố vào tháng 7 năm 2020, với Ubisoft Toronto là studio chính của game. Đạo diễn tường thuật Navid Khavari nói rằng họ bắt đầu nghiên cứu về các cuộc cách mạng trong quá khứ, họ bắt gặp ý tưởng về cuộc cách mạng du kích hiện đại như Cách mạng Cuba, điều này đã đem lại cho họ nhiều ý tưởng về cách thúc đẩy nhân vật người chơi chiến đấu chống lại một chính phủ đàn áp. Điều này cũng dẫn đến sự cần thiết phải cung cấp cho nhân vật người chơi, Dani Rojas, phần lồng tiếng, so với các bản Far Cry gần đây mà nhân vật chính thường im lặng. Khavari nói "điều cần thiết đối với chúng tôi là đảm bảo rằng nhân vật chính có sự đầu tư cá nhân vào cuộc cách mạng này". Việc sử dụng Cuba làm ảnh hưởng cũng đã giúp lập lại bối cảnh nhiệt đới, một tính năng của các bản Far Cry trước đó, cũng như mang lại cho bối cảnh một cái nhìn "vượt thời gian" do các lệnh phong tỏa kinh tế đã được áp dụng trên hòn đảo, trộn lẫn những chiếc xe cổ kính với vũ khí hiện đại. Khavari đã dành một tháng ở Cuba và nói chuyện với cư dân ở đó để giúp phát triển bối cảnh.
Lời nói về một tựa game Far Cry mới đã được hé lộ vào đầu tháng 7 năm 2020, khi nam diễn viên Giancarlo Esposito cho biết gần đây anh đã tham gia một "trò chơi điện tử khổng lồ", bao gồm cả công việc lồng tiếng và ghi hình chuyển động. Ngay sau đó, những tin đồn rò rỉ về sự tồn tại của Far Cry 6 đã xuất hiện, bao gồm cả những màn hình cho thấy một nhân vật giống Esposito. Ubisoft đã xác nhận sự tồn tại của tựa game này vài ngày trước khi thông báo đầy đủ thông qua phương tiện truyền thông xã hội và tiết lộ đầy đủ về trò chơi vào ngày 12 tháng 7 năm 2020, trong sự kiện trực tuyến Ubisoft Forward của họ.
Ngoài ra, Anthony Gonzalez còn lồng tiếng và cung cấp mô hình nhân vật và ghi lại chuyển động cho Diego. Esposito và Gonzalez đã thực hiện công việc ghi hình chuyển động và lồng tiếng cho đoạn trailer của trò chơi trước khi quay bất kỳ cảnh quay nào cho phần kể chuyện trong game, vì điều này cho phép các nhà phát triển có thời gian để tạo ra các mô hình nhân vật cho chính trò chơi. Đối với Esposito, ông quan tâm đến các khía cạnh ghi hình chuyển động của vai diễn, vì ông đã thực hiện một số việc cho bộ phim Mouse Guard và quan tâm đến việc làm nhiều hơn, cũng như quan tâm đến kiểu nhân vật mà Ubisoft đã tạo ra cho ông.  Khavari cho biết họ đã cung cấp tài liệu cơ bản về Esposito để giúp chuẩn bị trước khi ghi hình cho trò chơi, và sau các buổi này, anh ấy nhận thấy rằng Esposito đã "đã thực hiện rất nhiều nghiên cứu dựa trên tài liệu mà chúng tôi gửi cho anh ấy. Anh ấy mang đến một sự đồng cảm đáng kinh ngạc cho các nhân vật của mình và anh ấy đã mang lại sự đồng cảm tương tự cho Antón mà tôi không mong đợi."
Pedro Bromfman đảm nhân khâu soạn nhạc cho trò chơi.

## Phát hành
Trò chơi ban đầu được lên kế hoạch phát hành vào ngày 18 tháng 2 năm 2021, trên Microsoft Windows, PlayStation 4, PlayStation 5, Xbox One, Xbox Series X/S và Stadia. Ngày 29 tháng 10 năm 2020, Ubisoft thông báo rằng việc phát hành sẽ bị trì hoãn do ảnh hưởng từ đại dịch COVID-19 đang diễn ra. Trong cuộc gọi thu nhập hàng quý của Ubisoft vào tháng 2 năm 2021, công ty đã thông báo rằng trò chơi sẽ được phát hành trước ngày 30 tháng 9 năm 2021.